# Mitchell Robinson
Mitchell Robinson III, né le 1er avril 1998 à Pensacola en Floride, est un joueur américain de basket-ball évoluant au poste de pivot.

## Biographie

### Carrière lycéenne
Mitchell Robinson effectue ses deux dernières années de lycée au Chalmette High School.
Lors de sa dernière année de lycée, il inscrivait 20,9 points, prenait 13,6 rebonds et effectuait 8,1 contres par match.

### Carrière universitaire
Après avoir annoncé qu'il jouerait pour les Aggies du Texas lors de sa carrière universitaire, il revient sur sa décision et annonce rejoindre les Hilltoppers de Western Kentucky pour la saison suivante. Cependant, quelques mois plus tard, il décide de ne pas jouer en université pour se consacrer à la préparation de la draft NBA 2018. Cette saison blanche fut vue comme une énigme par les franchises NBA.

### Carrière professionnelle

#### Knicks de New York (depuis 2018)
Il est drafté en 2018 par les Knicks de New York en 36e position.
Le 8 juillet 2018, les Knicks de New York annoncent avoir signé Mitchell Robinson pour les quatre prochaines années. Il bat le record du nombre de contres pour un rookie avec 9 unités et parvient à se faire une place dans l'effectif des Knicks durant sa première année NBA, progressant de manière constante sous la tutelle de DeAndre Jordan. Il se fait remarquer dans toute la ligue, figurant parmi les meilleurs contreurs de celle-ci malgré un temps de jeu réduit à environ 18 minutes par match.
Pour sa deuxième saison aux Knicks, il bat le record du meilleur pourcentage de réussite au tir jusque-là détenu par la légende de la NBA Wilt Chamberlain, le faisant passer de 72,7 à 74,2 %.
L'été de sa quatrième saison NBA il entame une prise de muscle et son style de jeu s'en voit affecté. Il est moins explosif et moins polyvalent défensivement mais il est encore plus précis offensivement entament la saison avec plus de 80% de réussite au tir néanmoins il perd peu à peu du temps de jeux.
Début juillet 2022, il prolonge son contrat chez les Knicks de New York pour les 4 prochaines saisons et 60 millions de dollars.

## Palmarès
- McDonald's All-American Team (2017)
- Joueur ayant pris le plus de rebonds offensif en moyenne en 2023 (4,5)
- NBA All-Rookie Second Team en 2019

## Statistiques

### Professionnelles

#### Saison régulière
| Saison    | Équipe   | Matchs | Titul. | Min./m | % Tir | % 3pts | % LF | Rbds/m. | Pass/m. | Int/m. | Ctr/m. | Pts/m. |
| --------- | -------- | ------ | ------ | ------ | ----- | ------ | ---- | ------- | ------- | ------ | ------ | ------ |
| 2018-2019 | New York | 66     | 19     | 20,6   | 69,4  | 0,0    | 60,0 | 6,41    | 0,56    | 0,79   | 2,44   | 7,35   |
| 2019-2020 | New York | 61     | 7      | 23,2   | 74,2  | 0,0    | 56,8 | 7,02    | 0,59    | 0,85   | 1,95   | 9,67   |
| 2020-2021 | New York | 31     | 29     | 27,5   | 65,3  | 0,0    | 49,1 | 8,10    | 0,50    | 1,10   | 1,50   | 8,30   |
| 2021-2022 | New York | 72     | 62     | 25,7   | 76,1  | 0,0    | 48,6 | 8,60    | 0,50    | 0,80   | 1,80   | 8,50   |
| Carrière  | Carrière | 230    | 117    | 23,8   | 72,2  | 0,0    | 54,0 | 7,50    | 0,60    | 0,90   | 2,00   | 8,40   |

Mise à jour le 30 septembre 2021

## Records sur une rencontre en NBA
Les records personnels de Mitchell Robinson en NBA sont les suivants, :
| Type de statistique        | Saison régulière | Saison régulière                | Saison régulière |
| Type de statistique        | Record           | Adversaire                      | Date             |
| -------------------------- | ---------------- | ------------------------------- | ---------------- |
| Points                     | 23               | Bulls de Chicago                | 29 février 2020  |
| Paniers marqués            | 11               | 2 fois                          | 2 fois           |
| Paniers tentés             | 16               | Bulls de Chicago                | 29 février 2020  |
| Paniers à 3 points réussis | -                | -                               | -                |
| Paniers à 3 points tentés  | -                | -                               | -                |
| Lancers francs réussis     | 6                | Bulls de Chicago                | 1er avril 2019   |
| Lancers francs tentés      | 10               | Pelicans de La Nouvelle-Orléans | 20 janvier 2022  |
| Rebonds offensifs          | 10               | 2 fois                          | 2 fois           |
| Rebonds défensifs          | 14               | @ Bulls de Chicago              | 9 avril 2019     |
| Rebonds totaux             | 21               | 2 fois                          | 2 fois           |
| Passes décisives           | 4                | 3 fois                          | 3 fois           |
| Interceptions              | 4                | 5 fois                          | 5 fois           |
| Contres                    | 9                | Magic d'Orlando                 | 11 novembre 2018 |
| Balles perdues             | 4                | Trail Blazers de Portland       | 6 février 2021   |
| Minutes jouées             | 41               | Jazz de l'Utah                  | 6 janvier 2021   |

- Double-double : 62 (dont 1 en playoffs)
- Triple-double : 0

Dernière mise à jour : 30 avril 2025

## Salaires
| Année       | Équipe             | Salaire      |
| ----------- | ------------------ | ------------ |
| 2018-2019   | Knicks de New York | 1 485 440 $  |
| 2019-2020   | Knicks de New York | 1 559 712 $  |
| 2020-2021   | Knicks de New York | 1 663 861 $  |
| 2021-2022   | Knicks de New York | 1 802 057 $  |
| Total Gains | Total Gains        | 6 511 070 $  |
| 2022-2023   | Knicks de New York | 17 045 454 $ |
| 2023-2024   | Knicks de New York | 15 681 818 $ |
| 2024-2025   | Knicks de New York | 14 318 182 $ |
| 2025-2026   | Knicks de New York | 12 954 546 $ |